# 아이, 애나
아이, 애나(I, Anna)는 2012년 공개된 영화이다. 동명의 엘사 레윈의 소설을 기반으로 한다.

## 줄거리
런던의 한 아파트에서 잔혹하게 살해된 남자의 사건을 맡게 된 버니 레이드 형사는 불면증과 이혼으로 힘든 시기를 보내고 있다. 수사에 집중하기도 어려운 상황에서 그는 신비로운 분위기의 여성 안나와 우연히 마주친다. 안나를 다시 찾아 파티에서 만난 레이드는 그녀가 이미 만난 적이 있다는 사실을 부인하는 것에 혼란스러워하지만, 둘 사이에는 강렬한 끌림이 존재한다. 안나에게 점점 더 깊이 빠져들면서 레이드는 직업적 윤리관에 의문을 품게 되고, 안나가 숨기고 있는 어두운 비밀이 드러나려 한다.

## 출연

### 주연
- 샬롯 램플링
- 가브리엘 번
- 헤일리 앳웰

### 조연
- 랠프 브라운
- 에디 마산
- 조디 메이
- 호노 블래크먼
- 로저 알보로그
- 조이 앤사
- 페리 벤슨
- 빌 밀러

## 기타
- 프로듀서: 마이클 엑켈트
- 프로듀서: 크리스토퍼 사이먼
- 공동제작: 조 번
- 미술: 톰 버튼
- 세트: 바바라 허먼-스켈딩
- 의상: 팜 다운
- 섭외: 게일 스티븐스